# Фонсколомб, Этьен де
Барон Этьен Лоран Жозеф Ипполит де Фонсколомб (фр. Baron Etienne Laurent Joseph Hippolyte Boyer de Fonscolombe, 22 июля 1772, Экс-ан-Прованс, — 13 февраля 1853, Экс-ан-Прованс), французский энтомолог и ботаник.
С юных лет занимался ботаникой и энтомологией, много сделал для изучения фауны и флоры Южной Франции.

## Избранная библиография
- Monographia Chalciditum galloprovinciae circa Aquas Sextias degentium («Ann. Sc. Nat.», 1832);
- Monographie des Libellulines des environs d’Aix («Ann. Soc. Ent. France», 1837—1838);
- Des Insectes nuisibles a l’agriculture, principalement dans les départements du midi de la France («Mém. Ac. Sc. d’Aix», 1840);
- Calendrier de Faune et de Flore, pour les environs d’Aix (там же, 1845; первая попытка сопоставить появление насекомых с цветением растений);
- Ichneumonologie provençale («Ann. Soc. Ent. France», 1845—1851), «Entomologie élémentaire» (Париж, 1852).